# Mary Alison Glen-Haig
Dame Mary Alison Glen-Haig (ur. 12 lipca 1918 w Londynie, zm. 15 listopada 2014 w Oxfordshire) – brytyjska działaczka sportowa, lekarka, olimpijka w szermierce, członkini Międzynarodowego Komitetu Olimpijskiego.
Podczas mistrzostw świata w Monte Carlo w 1950 roku Brytyjki w składzie: Betty Arbuthnott, Caroline Drew, Mary Alison Glen-Haig, Gillian Sheen i Margaret Somerville zdobyły brązowy medal we florecie drużynowym. Był to jej jedyny medal zdobyty w zawodach tego cyklu.
Na igrzyskach olimpijskich w Londynie w 1948 roku zajęła ósme miejsce we florecie indywidualnym. Na rozgrywanych cztery lata później igrzyskach olimpijskich w Helsinkach odpadła w półfinałach. Następnie wystąpiła na igrzyskach olimpijskich w Melbourne w 1956 roku, gdzie odpadła w pierwszej rundzie. Brała również udział w igrzyskach olimpijskich w Rzymie w 1960 roku, zajmując dziewiąte miejsce drużynowo, a indywidualnie nie awansowała do drugiej rundy.
Startowała także w Igrzyskach Wspólnoty Brytyjskiej (w latach 1950-1958), zdobywając indywidualnie trzy medale.
Pracowała na kierowniczych stanowiskach w służbie zdrowia, była m.in. dyrektorem King’s College Hospital (1939-1973), Charing Cross Hospital (1974-1982) i Princess Christian Windsor Hospital (1981-1985).
Pełniła szereg funkcji w organizacjach sportowych. Od 1948 reprezentowała środowisko szermiercze w Brytyjskim Komitecie Olimpijskim, od 1972 wchodząc w skład komitetu wykonawczego. W latach 1964–1973 przewodniczyła Amatorskiej Unii Kobiecej Szermierki, następnie Stowarzyszeniu Szermierki Amatorskiej (1973-1986). Była przedstawicielką Wielkiej Brytanii w Międzynarodowej Federacji Szermierczej (FIE), w 1999 otrzymała honorowe członkostwo tej Federacji. W latach 1981–1991 była prezydentem Brytyjskiego Stowarzyszenia Sportu Niepełnosprawnych, następnie prezydentem honorowym.
W 1982 została wybrana do Międzynarodowego Komitetu Olimpijskiego (MKOl). Brała udział w pracach Komisji Medycznej MKOl, w 1994 została członkiem honorowym MKOl. Dama Komandor Orderu Imperium Brytyjskiego (DBE). W 1994 otrzymała srebrny Order Olimpijski.